# OpenCog
OpenCog — проект с открытым исходным кодом, направленный на создание инструментов для разработки искусственного интеллекта. OpenCog Prime  — это когнитивная архитектура, которая, если этот проект будет полностью реализован, позволит создать искусственный интеллект эквивалентный человеческому и, в конечном итоге, его превосходящий. Дизайн OpenCog Prime выполнен по большей части Беном Герцелем, а фреймворк OpenCog, в свою очередь, создан как площадка для более глубоких исследований в области сильного искусственного интеллекта. Исследования возможностей фреймворка OpenCog были опубликованы в журналах, а также представлены на различных конференциях и семинарах, в том числе, и на конференциях Artificial General Intelligence (англ. Conference on Artificial General Intelligence). Права на OpenCog защищены лицензией GNU AGPL.

## Определение
OpenCog первоначально (в 2008 году), был основан на исходном коде, который принадлежит Novamente Cognition Engine (NCE) от Novamente LLC. Исходный код NCE подробно описывается в книге 
Probabilistic Logic Networks (авторы Goertzel, B., Iklé, M., Goertzel, I.F., Heljakka, A.). Текущее развитие OpenCog происходит усилиями AGIRI (англ. Artificial General Intelligence Research Institute) и прочим организациям.

## Компоненты
OpenCog состоит из:
- Структуры графов, которые строятся на основании предложений (логика), атомов (логика) и реляционной модели связей гиперграфов, что дает вероятностное определение истинной оценки и называется AtomSpace.
- Решений выполнимости формул в теориях, которые строятся на основании запросов для определения шаблонов графов и гиперграфов (изоморфическая теория графов).
- Системы принятия решений на основе вероятностных логических сетей (PLN).
- Системы вероятностных генетических программ, называемой Meta-Optimizing Semantic Evolutionary Search (MOSES), автором которой является Moshe Looks, который в настоящее время[когда?] работает в Google.
- Системы распределения внимания, основанной на экономической теории ECAN.
- Системы взаимодействия и самообучения основанной на OpenPsi и Unity3D.
- Системы ввода данных на естественном языке, которая состоит из en:Link Grammar и RelEx, которые в свою очередь образуют AtomSpace.
- Системы ввода данных на естественном языке нового поколения SegSim, с внедренными NLGen и NLGen2.
- Psi-теории, которая ответственна за эмоции и побуждения, и дублирует OpenPsi.
- Моделирования эмоций с помощью OpenPsi применяется в интерфейсе роботов en:Hanson Robotics.

## Связь с SIAI
SIAI спонсировал OpenCog в 2008 году, что привело к принятию на полный рабочий день Джоэла Питта (Joel Pitt) в качестве системного инженера. Большой вклад был сделан сообществом с тех пор как OpenCog был представлен на Google Summer of Code в 2008 и 2009 годах. В настоящее время SIAI (и позднее MIRI) больше не поддерживает OpenCog. Сегодня OpenCog финансируется и поддерживается из различных источников, включая правительство Гонконга, политехнический институт Гонконга и фонд en:Jeffrey Epstein VI Foundation.